# ヘンリー・アースキン (第12代バカン伯爵)
第12代バカン伯爵ヘンリー・デイヴィッド・アースキン（英語: Henry David Erskine, 12th Earl of Buchan、1783年3月 – 1857年9月13日）は、スコットランド貴族、フリーメイソン。1832年から1833年までスコットランド・グランドロッジのグランドマスターを務めた。

## 生涯
弁護士ヘンリー・アースキン閣下（1746年11月1日 – 1817年10月8日、第10代バカン伯爵ヘンリー・アースキンの三男）と1人目の妻クリスチャン（Christian、旧姓フラートン（Fullerton）、1754年ごろ – 1804年5月9日、ジョージ・フラートンの娘）の長男として、1783年7月に生まれた。
1829年4月19日に伯父デイヴィッド・ステュアートが死去すると、バカン伯爵位を継承、1830年7月21日に貴族院で爵位継承を正式に承認された。
フリーメイソンの一員であり、1832年から1833年までスコットランド・グランドロッジのグランドマスターを務めた。
1833年時点の住所はエディンバラのミントー・ストリート（Minto Street）47号だった。
1857年9月13日にロンドンで死去、リポン大聖堂に埋葬された。息子デイヴィッド・ステュアートが爵位を継承した。

## 家族
1809年9月28日、ロンドンでエリザベス・コール・シップリー（Elizabeth Cole Shipley、1828年10月5日没、サー・チャールズ・シップリーの三女）と結婚、6男3女をもうけた。
- メアリー・マーガレット（1811年5月27日 – 1891年11月13日） - 1838年7月23日、ウィリアム・ブラウン・コンスタブル（William Browne Constable、1852年7月19日没）と結婚、子供なし[2]
- ヘンリー（1812年10月22日 – 1836年12月29日） - 1832年5月15日、ジェーン・ハリデイ・トリー（Jane Halliday Torrie、1886年9月11日没、アーチボルド・トリーの次女）と結婚、1男1女をもうけた[2]
  - ジョーン・ベリー（Joan Berry、1833年9月16日 – 1870年3月16日） - 1856年4月8日、ジョージ・イーデン・バイバー・アースキン（George Eden Biber Erskine、1866年7月25日没）と結婚、子供あり[1]
  - ヘンリー・シップリー（1834年8月21日 – 1849年9月21日） - 猩紅熱で死去、生涯未婚[1]
- チャールズ（1814年11月 – ?） - 夭折[2]
- デイヴィッド・ステュアート（1815年11月6日 – 1898年12月3日） - 第13代バカン伯爵[2]
- ジェームズ（1818年 – ?） - 夭折[2]
- クリスチャン・イザベラ（Christian Isabella、1820年10月 – 1886年7月3日） - 1840年6月4日、ジョン・ゴードン（John Gordon）と結婚、5男をもうけた[2]
- アリシア・ダイアナ（Alicia Diana、1822年2月 – 1891年10月31日） - 1843年6月6日、サマーヴィル・ヘイ閣下（Hon. Somerville Hay、1853年9月25日没、第17代エロル伯爵ウィリアム・ヘイの息子）と結婚、子供あり。1858年1月5日、ジェームズ・ヤング（James Young）と再婚、子供あり[2]
- ジョージ・フランシス・オールバニ（George Francis Albany、1823年9月 – 1894年7月10日） - 1889年、アグネス・マリア・メイソン（Agnes Maria Mason、J・M・メイソンの長女）と結婚、子供なし[2]
- ジョン・マクローリン・フレイザー（John McLoughlin Fraser、1825年3月 – 1891年10月16日） - 1855年、アン・ソーン（Ann Thorne、1902年11月10日没、ウィリアム・ソーンの娘）と結婚[2]

1830年6月26日、エリザベス・ハーヴィー（Elizabeth Harvey、1838年12月17日没、ジョン・ハーヴィーの娘）と再婚、1男2女をもうけた。
- エリザベス（1831年10月9日 – 1888年1月13日） - 1865年12月18日、ヘンリー・リー＝ハーヴィー（Henry Lee-Harvey）と結婚[2]
- ヘンリー・デイヴィッド（1833年5月29日 – 1857年7月30日[2]）
- マーガレット（1834年11月15日 – 1872年11月22日） - 1860年4月24日、サー・ウィリアム・ヴィンセント（Sir William Vincent）と結婚[2]

1839年6月26日、キャロライン・ローズ・マクスウェル（Caroline Rose Maxwell、1893年4月22日没、ジェームズ・プリムローズ・マクスウェルの娘）と再婚した。

## 関連図書
- Chisholm, Hugh, ed. (1911). "Buchan, Earls of" . Encyclopædia Britannica (英語). Vol. 4 (11th ed.). Cambridge University Press. p. 714.

| フリーメイソン                              | フリーメイソン                                                  | フリーメイソン                              |
| ------------------------------------------- | --------------------------------------------------------------- | ------------------------------------------- |
| 先代 キナード卿                             | スコットランド・グランドロッジ グランドマスター 1832年 – 1833年 | 次代 ダグラス＝クライズデール侯爵           |
| スコットランドの爵位                        |                                                                 |                                             |
| 先代 デイヴィッド・ステュアート・アースキン | バカン伯爵 1829年 – 1857年                                      | 次代 デイヴィッド・ステュアート・アースキン |